# Douglas 10.5 h.p.
Der Douglas 10.5 h.p. war ein zwei- bis dreisitziger britischer Personenkraftwagen, der in den Modelljahren 1920 bis 1921 vom Motorradhersteller Douglas Motors in Bristol gebaut wurde.

## Cyclecar und Light Car
In den frühen 1910er Jahren erlebten die Cyclecars eine kurze Blütezeit. Vor der allgemeinen Anwendung des Serienbaus im Automobilbau und dadurch sinkenden Preisen waren sie eine erschwingliche Alternative zum „richtigen“ Auto, das deutlich teurer in Anschaffung und Unterhalt war. Auch nach dem Ersten Weltkrieg bildete sich wieder ein bedeutender Markt für erschwingliche Automobile. In Großbritannien spielte weiterhin der primitive Cyclecar eine Rolle, der oft über Motorradvertretungen verkauft und von diesen gewartet wurde.
Zwischen dieser Klasse und vollwertigen Kleinwagen wie Austin Seven oder Ten und deren zahlreiche Mitbewerber gab es eine Nische für Fahrzeuge, die ähnlich konstruiert waren, aber größer waren und meist Vierzylindermotoren und eine vollwertige Karosserie aufwiesen. Die übliche Bezeichnung ist Voiturette; in Großbritannien spricht man von einem Light car. Eine Faustregel besagt, dass Fahrzeuge über 1,5 Liter Hubraum oder mit mehr als 30 bhp als „richtige“ Autos betrachtet werden. Die Abgrenzung zwischen Cyclecar und Light car ist hingegen nicht immer einfach. Der Light car hat zwei oder mehr Sitze in üblicher Anordnung (ein Cyclecar ein bis zwei, oft hintereinander oder seitlich versetzt). Der Light car benötigt einen stärkeren Motor (in der Regel ein Zweizylinder-Boxer mit 10 bis 1,5 Liter Hubraum). Er hat ein Motorrad- oder Automobilgetriebe und meist einen Antrieb über Kardanwelle, während Cyclecars mit Motorrad- oder Friktionsgetriebe ausgestattet sind und die Kraft über eine Kette auf ein Hinterrad oder das Differential überträgt. Dieses ist somit ein Merkmal des Light car, das auch bei manchen Cyclecars vorhanden ist. Am größten ist aber der optische Unterschied.

## Douglas Motors Ltd.

Markenzeichen der Douglas-Motorradwerke

Die Douglas Motors Ltd. war ein britischer Hersteller von Motorrädern und kurzzeitig auch von Kleinwagen. Firmensitz war Bristol. Das Unternehmen wurde 1882 von den Brüdern William Douglas und Edward Douglas als mechanische Werkstätte mit einer Schmiede und einer Kleingießerei gegründet und bestand bis 1931. Die Motorradproduktion erfolgte 1907 nach dem Zukauf des Motorenherstellers Light Motors Ltd. Douglas-Motorräder hatten bald einen guten Ruf und das Unternehmen belieferte im Ersten Weltkrieg die Streitkräfte der Entente. Die Marke war auch sportlich erfolgreich. Von 1914 bis 1916 wurde der hier beschriebene Kleinwagen hergestellt; den Nachfolger 10.5 h.p. gab es ab 1919 bis 1922. Nach 1930 gab es Pläne für einen neuen Kleinwagen, von dem aber nur sechs Prototypen entstanden. Nach dem Verkauf und einer Reorganisation als Douglas Motors kaufte William Douglas das Unternehmen 1934 zurück, musste es aber im folgenden Jahr schließen. Die Anlagen wurden vom ebenfalls 1935 gegründeten Rüstungs- und Industriekonzern Aero Engine, Ltd. übernommen, zunächst ohne die Absicht, weiterhin Motorräder herzustellen. Deren Produktion wurde aber 1936 wieder aufgenommen und bis 1956 fortgesetzt.

## Modellgeschichte

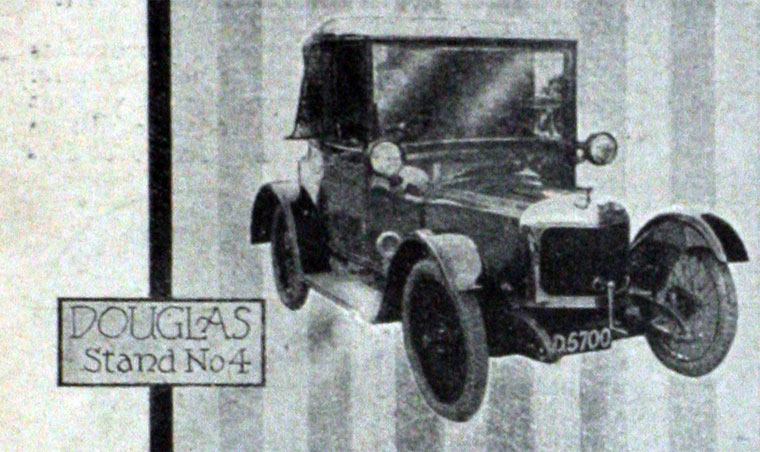
Douglas 10.5 h.p. 2/3 passenger Drop Head Coupe mit geschlossenem Verdeck. Illustration vom November 1919.

Douglas hatte mit dem 1914 eingeführten 9 h.p. sein erstes Kleinstauto vorgestellt. Dieses Fahrzeug blieb bis zur vollständigen Umstellung des Werks auf Kriegsproduktion im Programm. Obwohl der 9 h.p. wie alle Cyclecars eine eher krude Konstruktion war, die kaum Komfort bot, gehörte er zu den besseren Vertretern seiner Art. Das schlug sich im Verkaufspreis von GB£ 175,00 nieder. Erst 1919 wurde die Produktion von Cyclecars wieder aufgenommen. Im unveränderten Fahrgestell befand sich nun ein etwas größerer Motor mit Wasserkühlung und 10,5 Steuer-PS. Er war nicht identisch mit jenem des hier beschriebenen 10.5 h.p. und kostete bereits GB£ 184,00. Wegen der vielen technischen Gemeinsamkeiten mit dem Douglas 9 h.p. wird dieses nur für kurze Zeit gebaute Zwischenmodell, obwohl auch als 10.5 h.p. bezeichnet, dort behandelt.
Der neue 10.5 h.p. hatte seinen Preis. Mit GB£ 400,00 für ein komplettes Auto kostete er mehr als das Doppelte seines Vorgängers. Für das nackte Rolling Chassis, das der Kunde dann selber beim Karosseriehersteller seiner Wahl einkleiden ließ, wurden GB£ 350,00 verlangt.

## Technik

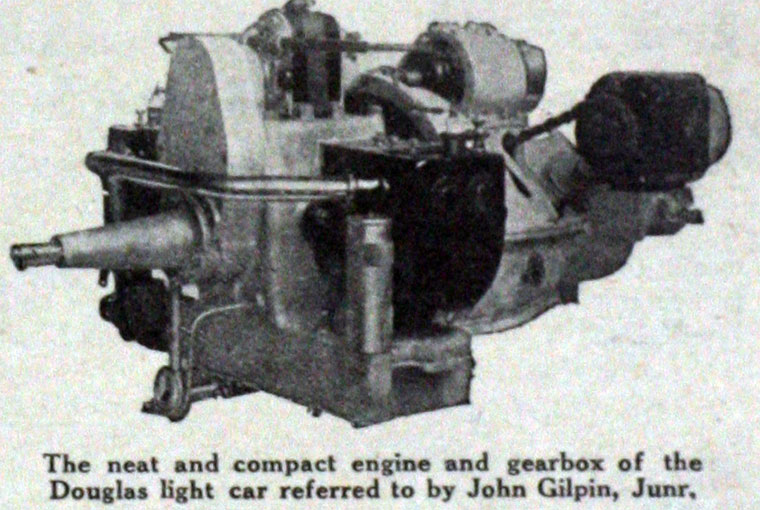
Der Zweizylinder-Boxermotor des Douglas 10.5 h.p.

### Motor
Verwendet wurde ein hauseigener Zweizylinder-Boxermotor mit quadratischer Auslegung von je 92 mm Zylinderbohrung und Kolbenhub. Daraus ergibt sich der Hubraum von 1223 cm³. Das auf die Bohrung abgestellte RAC-Rating führte zur Modellbezeichnung 10.5 h.p. Der Motor hatte eine Wasserkühlung mit Thermosiphonkreislauf, einen Zenith-Vergaser, Hochspannungs-Magnetzündung und einen elektrischen Anlasser von C.A.V.

### Kraftübertragung
Eine der Stärken des Douglas 10.5 h.p. war seine Kraftübertragung. Sie bestand aus einem konventionellen Dreiganggetriebe mit Rückwärtsgang, einer Einscheiben-Konuskupplung und eine einseitig flexibel befestigten Kardanwelle mit Spiralverzahnung zur Hinterachse. Ein so aufwendiger Antrieb war in dieser Klasse keine Selbstverständlichkeit.

### Fahrgestell und Aufhängung
Wie sein Vorgänger erhielt auch der neue 10.5 h.p. einen Leiterrahmen aus Pressstahl. Es gab ihn in zwei Versionen. Eine entsprach in den Dimensionen dem Vorgänger mit einem Radstand von 7 Fuß und 3½ Zoll (2223 mm) und einer Spurweite von 3 Fuß und 11 Zoll (1194 mm). Das andere Chassis hatte einen Radstand von 8 Fuß (2438 mm). Bei beiden wurden vorn und hinten die üblichen Starrachsen verwendet. Die Aufhängung besteht aus Halbelliptik-Blattfedern vorn und Schraubenfedern hinten. Das Fahrzeug hat Trommelbremsen an der Hinterachse.
Die Speichenräder des 10.5 h.p. hatten wiederum die Dimension 700 × 80 wie der 9 h.p. die des 10.5 h.p. von 1919 710× 90.

### Karosserien
Ab Werk war der 10.5 h.p. nur als 2/3 sitziges Cabriolet („Drop Head Coupe“) zu GB$ 400.00 erhältlich. Immerhin GB$ 350.00 verlangte der Hersteller für das nackte Rolling Chassis, das der Kunde dann selber beim Karosseriehersteller seiner Wahl einkleiden lassen konnte. Die Londoner Markenvertretung Vivian Hardie & Lane gab eine kleine Anzahl von Sonderaufbauten in Auftrag und verkaufte diese attraktiven Roadster mit vollständig versenkbarem Verdeck exklusiv. Der Karossier ist unbekannt, doch handelte es sich um eines der ersten Fahrzeuge mit einem solchen Verdeckmechanismus.

### Ausstattung
Serienmäßig wurde der 10.5 h.p. mit einer elektrischen Beleuchtung von C.A.V. und einem Ersatzrad samt Reifen ausgeliefert.

## Modellübersicht
Die Modellbezeichnung entspricht ungefähr der damals üblichen, britischen Steuerformel (RAC-Rating). Diese errechneten, nicht gemessenen Werte lassen sich nicht in PS oder Kilowatt umrechnen.
| Modell               | Bauzeit   | Motor                          | Radstand        | Länge   | Breite  | Spur            | Gewicht |
| -------------------- | --------- | ------------------------------ | --------------- | ------- | ------- | --------------- | ------- |
| Vorgänger: 9 h.p.    | 1914–1916 | 2 Boxer 1070 cm³ luftgekühlt   | 2223 mm         | 3048 mm | 1219 mm | 1194 mm         | 432 kg  |
| Vorgänger: 10.5 h.p. | 1919      | 2 Boxer 1182 cm³ wassergekühlt | 2223 mm         | 3048 mm | 1219 mm | 1194 mm         | 508 kg  |
| 10.5 h.p.            | 1919–1922 | 2 Boxer 1224 cm³ wassergekühlt | 2223 mm 2438 mm | 2737 mm |         | 1194 mm 1219 mm | 508 kg  |

Quellen; britische Maßeinheiten wurden umgerechnet.

## Douglas Cycle Cars und Light cars heute
Es scheint, dass keine Douglas 9 h.p. und 10.5 h.p. der ersten Generation mehr existieren. Auch der 10.5 h.p. der zweiten Generation ist sehr selten. Ein Exemplar gehört zur Sammlung des National Motorcycle Museum in Birmingham.

## Bildergalerie

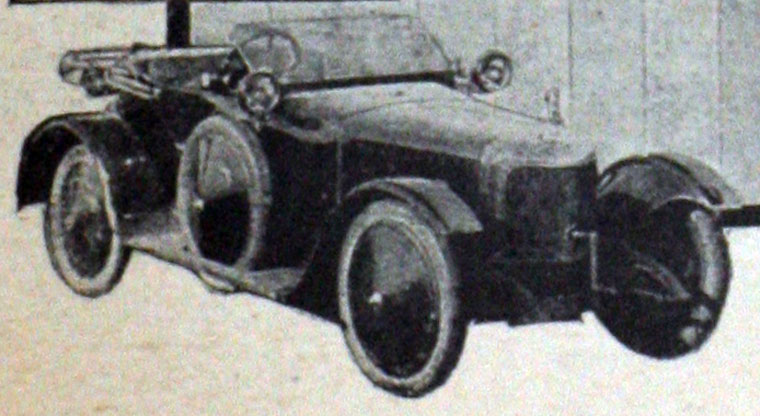
Douglas 10.5 h.p. 2/3 passenger Drop Head Coupe (Werkskarosserie) mit offenem Verdeck. Illustration vom November 1919.
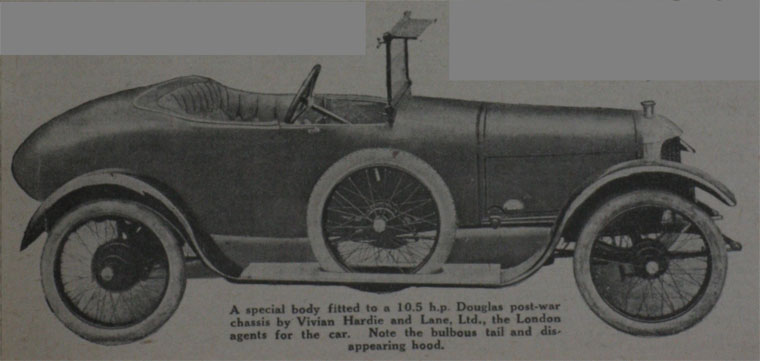
Disappearing Top Roadster; eine Sonderkarosserie für den Douglas 10.5 h.p. des Vertragshändlers Vivian Hardie & Lane (1920). Der Karossier ist unbekannt; es handelt sich aber um eine der frühesten Ausführungen mit einem komplett versenkbaren Verdeck.
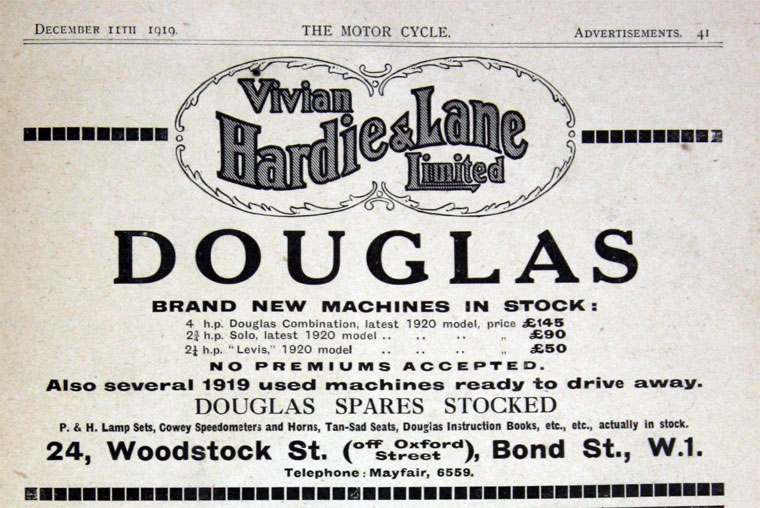
Anzeige des Douglas-Vertragshändlers Vivian Hardie & Lane von 1919.
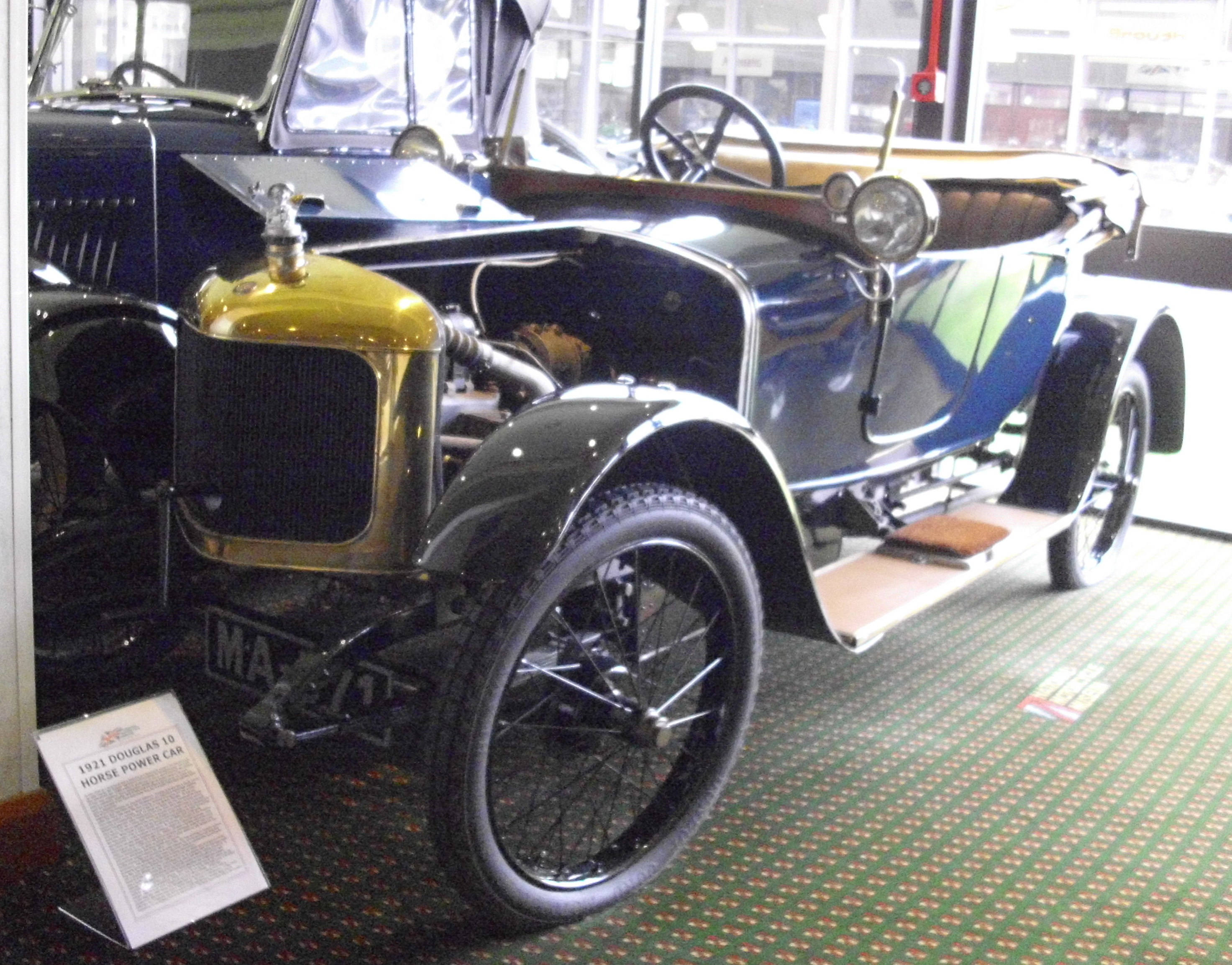
Douglas 10.5 h.p. 2/3 passenger Drop Head Coupe (1921) im National Motorcycle Museum in Birmingham.
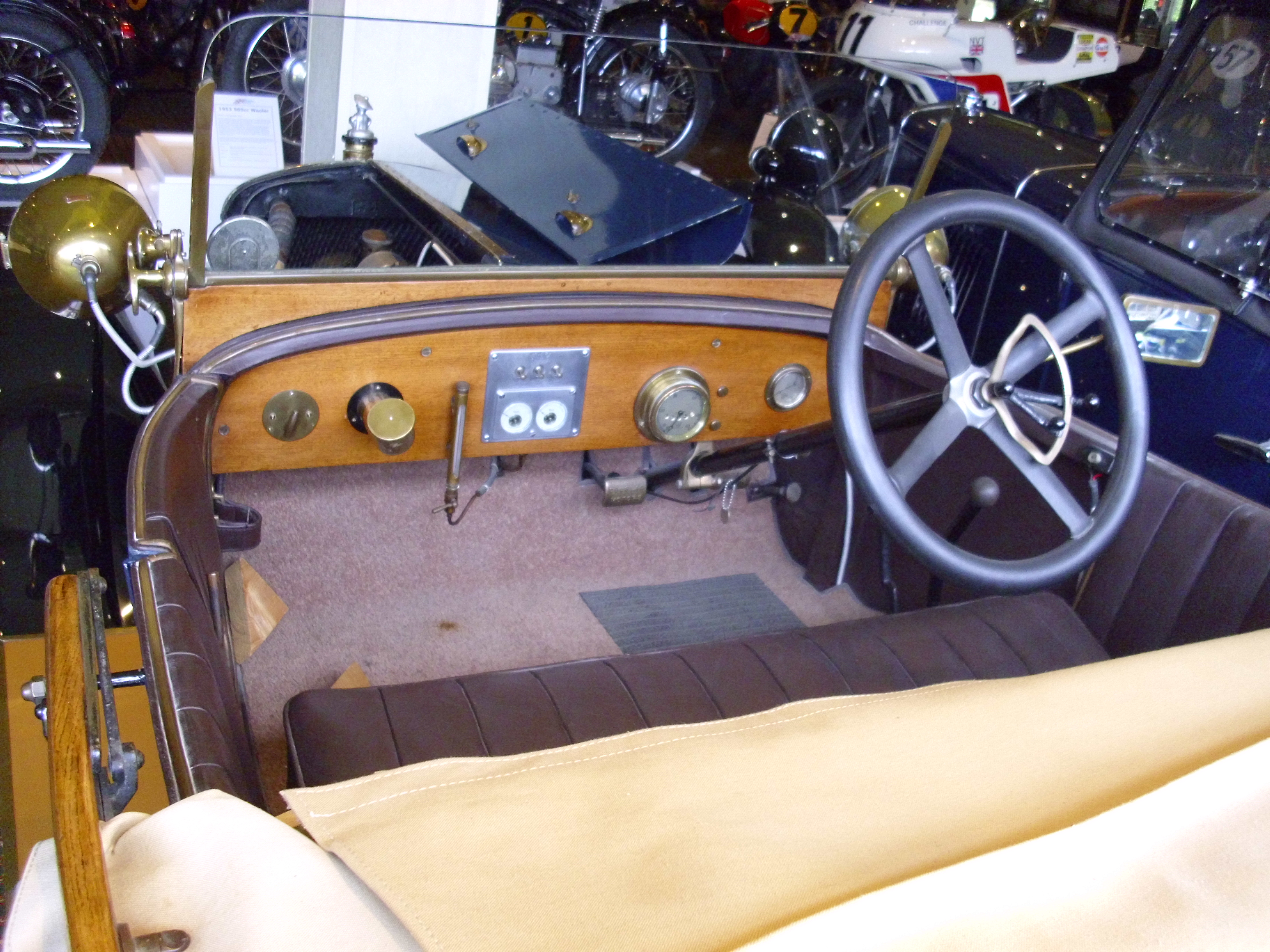
Innenausstattung und Armaturenbrett des Douglas 10.5 h.p. 2/3 passenger Drop Head Coupe (1921). Wahrscheinlich die Werkskarosserie.
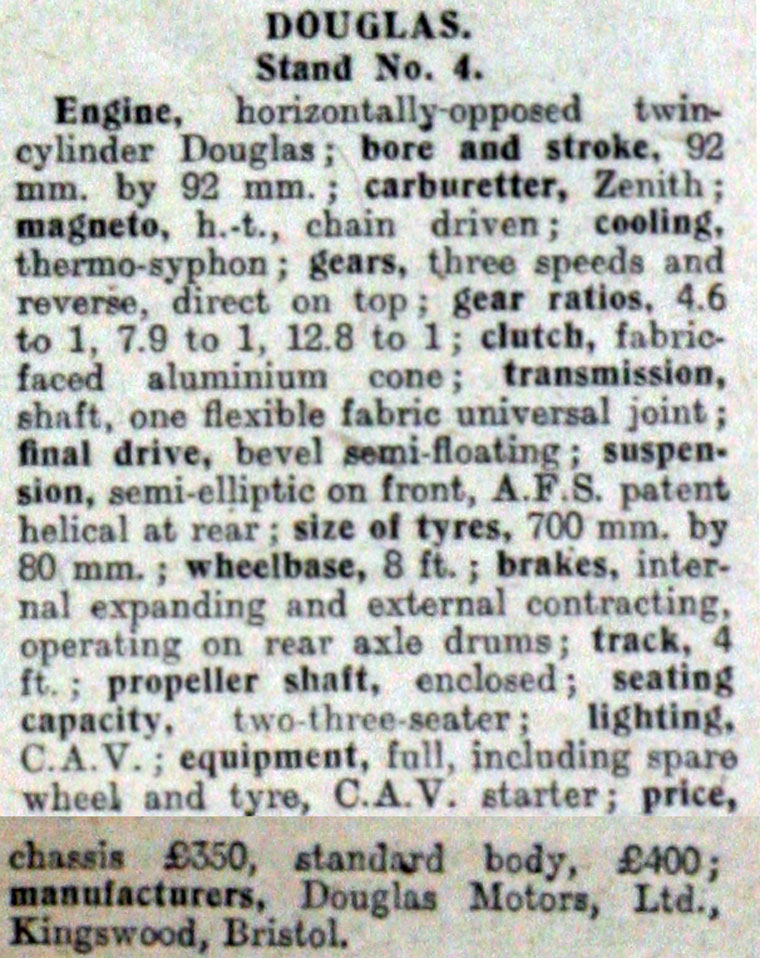
Datenblatt für den Douglas 10.5 h.p. in Light Car and Cyclecar Vol. XIV, No 383, 8. Nov. 1919; Ausgabe für die London Auto Show im Olympia, 8. November 1919.